# Blasco Eximénez d'Arenós
Blasco Eximénis d'Arenós dit "el Major" (?-1273/1274) va ser un cavaller del llinatge valencià dels Arenós, tercer senyor d'Arenós. Fill d'Eximén Pérez de Tarazona.

## Matrimoni i descendents
Es casà el 1242, al castell d'Arenós, amb Alda Ferrández Aba-Omahet, filla de Zayd Abu Zayd, amb qui tingué:
- Gonçalbo Eximénez d'Arenós
- Teresa Eximénez d'Arenós i Ferrández, promesa amb Blasco d'Alagón, fill de Blasco II d'Alagón
- Blasco Eximénez d'Arenós i Ferrández
- Sança Eximénez d'Arenós i Ferrández
- Ferrando Eximénez d'Arenós, el 1301 vengué Villamalur, Ayódar i Torralba i el 1303 s'uní a la Companyia Catalana d'Orient de Roger de Flor
- Estefania Eximénez d'Arenós i Ferrández
- Elvira Eximénez d'Arenós i Ferrández, monja
- Mayor Eximénez d'Arenós i Ferrández, monja
- Eximén Pérez d'Arenós i Ferrández